# وسپرویلر
وسپرویلر (به فرانسوی: Vasperviller) یک کمون در فرانسه است که در Canton of Lorquin واقع شده‌است.

## خصوصیات
وسپرویلر ۱٫۵۴ کیلومترمربع مساحت و ۲۸۱ نفر جمعیت دارد و ۳۱۶ متر بالاتر از سطح دریا واقع شده‌است.